# 快速审理条款
快速審理條款（英語：Speedy Trial Clause）是指《美利堅合眾國憲法》第六修正案的條文“在一切刑事訴訟中，被告有權由犯罪行為發生地的州和地區的公正陪審團予以迅速和公開的審判”。 該條款保護被告在被提出起訴書或類似指控文書後與審判開始之間不會出現延誤。

## 歷史背景
在1972年的“巴克訴溫格案”中，美國最高法院制定了一個由四部分組成的檢查，這其中需要考慮拖延的時間、拖延的原因、被告對快速審判權的主張以及對被告的損害。如果違反快速審判條款，那就可以以對刑事審判有偏見為由而駁回起訴。經過這些考量條件，已經確定不超過五年的審判等待是不違憲的。作為對此案的響應，美國國會很快就批准了《1974年快速審判法令》。
快速審判條款可保護被告免於等待超過一定時間的審判延期。

## 條款現狀
除了憲法保障之外，美國聯邦及各州的各類立法也賦予了更具體的快速審理權利。 在紐約州，控方必須在六個月內就除謀殺以外的所有重罪“準備好接受審理”；否則無論案件的是非曲直，指控都會被法庭駁回。這也稱為“準備就緒規則”。 在加利福尼亞州法院，被告有權在100天到一年內接受審判。
詳細說明這項權利的聯邦法律是《1974年快速審判法令》，而美國所有州都有詳細說明這項權利的法規或憲法條款。 1979 年對該法進行了修訂，以確保被告有時間提供適當的辯護。該修正案規定，審判不能在被告首次出庭後30天內開始。

## 相應案例
在1992年的“多格特訴美國案”中，美國最高法院裁定道根長達八年半的審理等待違反了第六修正案賦予他的權利。
而在2006年的“塞德納訴美國案”中，美國最高法院裁定被告不能使用快速審理條款來放棄快速審理的權利。因為該條款是保護所有涉案方的，以確保沒有人的利益受到牽連。

## 延伸閱讀
- N Nicholaidis. . American Criminal Law Review. 1989, 26 (4): 1489–1505 （英语）.